# Монеља
Монеља (итал. Moneglia) је насеље у Италији у округу Ђенова, региону Лигурија.
Према процени из 2011. у насељу је живело 1920 становника. Насеље се налази на надморској висини од 20 м.

## Становништво
Према резултатима пописа становништва 2011. у општини је живело 2.890 становника.
| 1936. | 1951. | 1961. | 1971. | 1981. | 1991. | 2001. | 2011. |
| ----- | ----- | ----- | ----- | ----- | ----- | ----- | ----- |
| 2.672 | 2.736 | 2.712 | 2.756 | 2.813 | 2.670 | 2.753 | 2.890 |

## Партнерски градови
- Енген